# Leonie Wilson
Leonie Henriette Wilson (Den Bosch, 27 november 1868 - Muiden, 13 december 1918) was een Nederlands mezzosopraan, alt.
Ze was dochter van Helena Cornelia Petronella Visser en arts Hendrik Jacob Wilson. Zuster Mathilda Wilson trouwde met politicus/militair Boudewijn Nierstrasz. Zelf trouwde ze in 1897 zelf met musicus en zoon van een arts Henri Viotta. 
Ze kreeg haar opleiding van zangeres Cateau Esser en Viotta, die eerste nam haar op 30 november 1892 als leerling-zangeres mee naar de Kleine Zaal van het Concertgebouw. Andere musici die avond waren Marcel Herwegh en Henri Tibbe. Haar aanstaande man Henri leidde haar het jaar daarop in een gedeeltelijke uitvoering van Die Walküre van Richard Wagner, waarbij andere solisten Magdalena Geertruida Meerum Terwogt en Alida Lütkemann waren. Haar man was verbonden aan het Residentie Orkest en Leonie Wilson was dan ook actief tijdens het eerste concert ooit (7 februari 1902), dat dat orkest zou geven. Tussen 1902 en 1912 zong ze onder leiding van haar man zeven keer met het Concertgebouworkest tijdens uitvoeringen door de Wagner-Vereniging.
Haar loopbaan liep tussen 1892 en 1918. In dat laatste jaar was ze betrokken bij de treinramp bij Weesp, ze overleed ter plekke of direct daarna. Ze werd nog wel van de rampplek naar het Wilhelmina Gasthuis in Amsterdam overgebracht.